# Mahood River
Der Mahood River ist ein rechter Nebenfluss des Clearwater River im Osten der kanadischen Provinz British Columbia. Der Fluss trägt seit dem 6. Dezember 1941 den Namen des Landvermessers James Adams Mahood († 1901).

## Flusslauf
Der Mahood River bildet den 5,7 km langen Abfluss des Mahood Lake. Er verlässt den See an dessen östlichem Ende. Auf seiner kurzen Fließstrecke in überwiegend östlicher Richtung überwindet der Mahood River die Wasserfälle Sylvia Falls (⊙ 20 m hoch, 90 m breit) und Goodwin Falls (⊙ 10 m hoch, 60 m breit). Der Fluss liegt im Südwesten des Wells Gray Provincial Parks. Sein Einzugsgebiet umfasst den Süden des Quesnel-Hochlands, das im Osten an die Cariboo Mountains grenzt. Größere Seen im Einzugsgebiet sind Mahood Lake und Canim Lake.

## Hydrologie
Der Mahood River entwässert ein Areal von 4710 km². Der mittlere Abfluss beträgt 35 m³/s. In den Monaten Mai und Juni führt der Fluss gewöhnlich die größten Wassermengen.